# Atemoia
A atemoia é uma fruta híbrida que é obtida através do cruzamento da cherimoia (Annona cherimola, Mill) com a ata (vide: fruta-pinha) (Annona squamosa, L.), ata + e + moia, ambas são originárias da Região Neotropical e pertencentes à família das anonáceas (a mesma da graviola). 
É uma fruta amplamente cultivada em Taiwan, que é um grande disseminador do fruto na Ásia e um dos maiores produtores mundiais. Em contrapartida, no Brasil a produção ainda é tímida, mas crescente, devido às preferências da atemoia por temperaturas mais amenas e de grande altitude. 

## Variedades
São três variedades que estão bem aclimatadas no Brasil:
1. Pink Mammoth, que tem uma fruta grande e perfumada, doce e com poucas sementes.
2. Thompson, bem parecida, com um brix superior.
3. Gefner, similar às anteriores, mas com destaque em maior quantidade de polpa e uma resistência maior a climas mais quentes.
4. African Pride, originária da Austrália, que também já foi introduzida no Brasil. É uma variedade nativa da África do Sul e cujo frutos apresentam características mais próximas da cherimoia.[5] É uma cultivar precoce e carrega regularmente frutos de qualidade moderada. Também pode ser originário a partir da variedade israelense, conhecida como "Kaller" . Na Austrália a variedade African Pride substituiu a variedade Pink's Mammoth, pois não tinha o problema de descoloração e amargura junto à casca, que existia na variedade Pink's Mammoth.

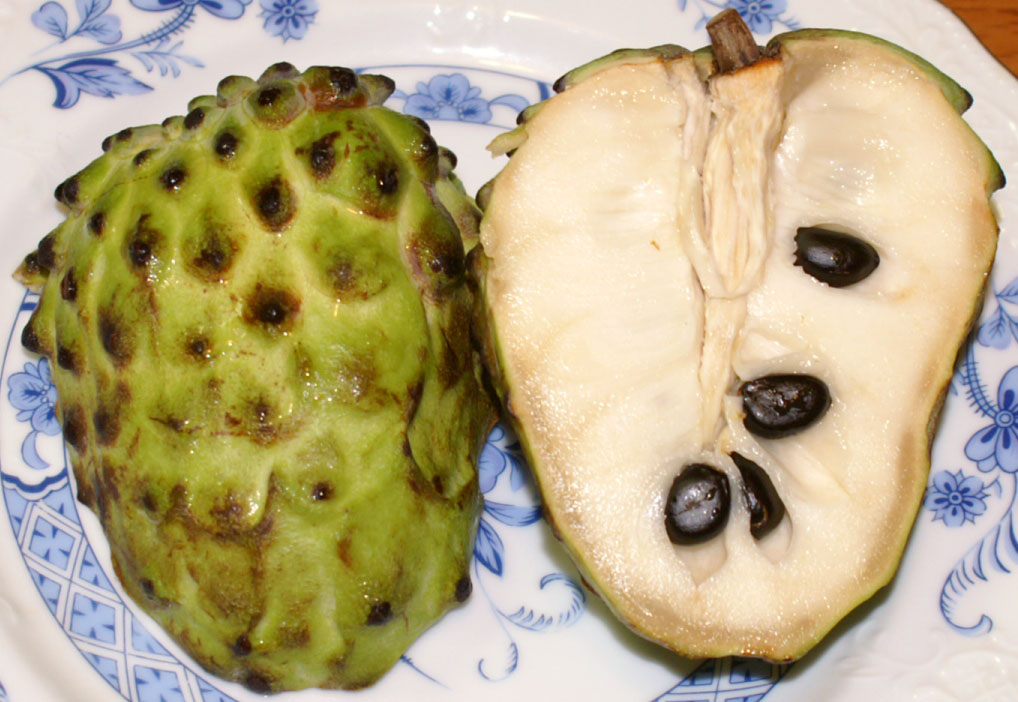

## Cultivo e cuidados
Para o cultivo de atemoia, recomenda-se o uso de mudas sadias enxertadas, pois suas sementes contêm substâncias que inibem a germinação, induzem uma espécie de dormência, que juntamente com a pele externa dificulta uma germinação rápida e uniforme. A planta requer uma média de 45 a 55 litros de água por dia e deve evitar áreas onde os nematoides foram documentados. A poda é feita em agosto de cada ano, seguida da aplicação de fungicida e desfolha e corte das pontas dos galhos em outubro, janeiro e fevereiro. A época de plantar atemoia deve ser na época das chuvas, pois as mudas precisam de muita água.

### No Brasil
No Brasil as primeiras plantações começaram na década de 60, hoje a área plantada é de aproximadamente um mil hectares, concentrados na região centro-sul. O estado de maior produção de atemoia é São Paulo com 43,8%, Minas Gerais, Paraná e Bahia ficam com 18,8% cada. A plantação da atemoia está restrita em alguns países tropicais e subtropicais, por adaptar-se melhor às condições intermediárias entre a cherimoia (clima subtropical) e a pinha (clima tropical). Mas ela também é muito apreciada em outras regiões como o norte de Minas Gerais e outros estados, além de ser produzida no Sul e Sudeste do Brasil.